# Larva bäsing

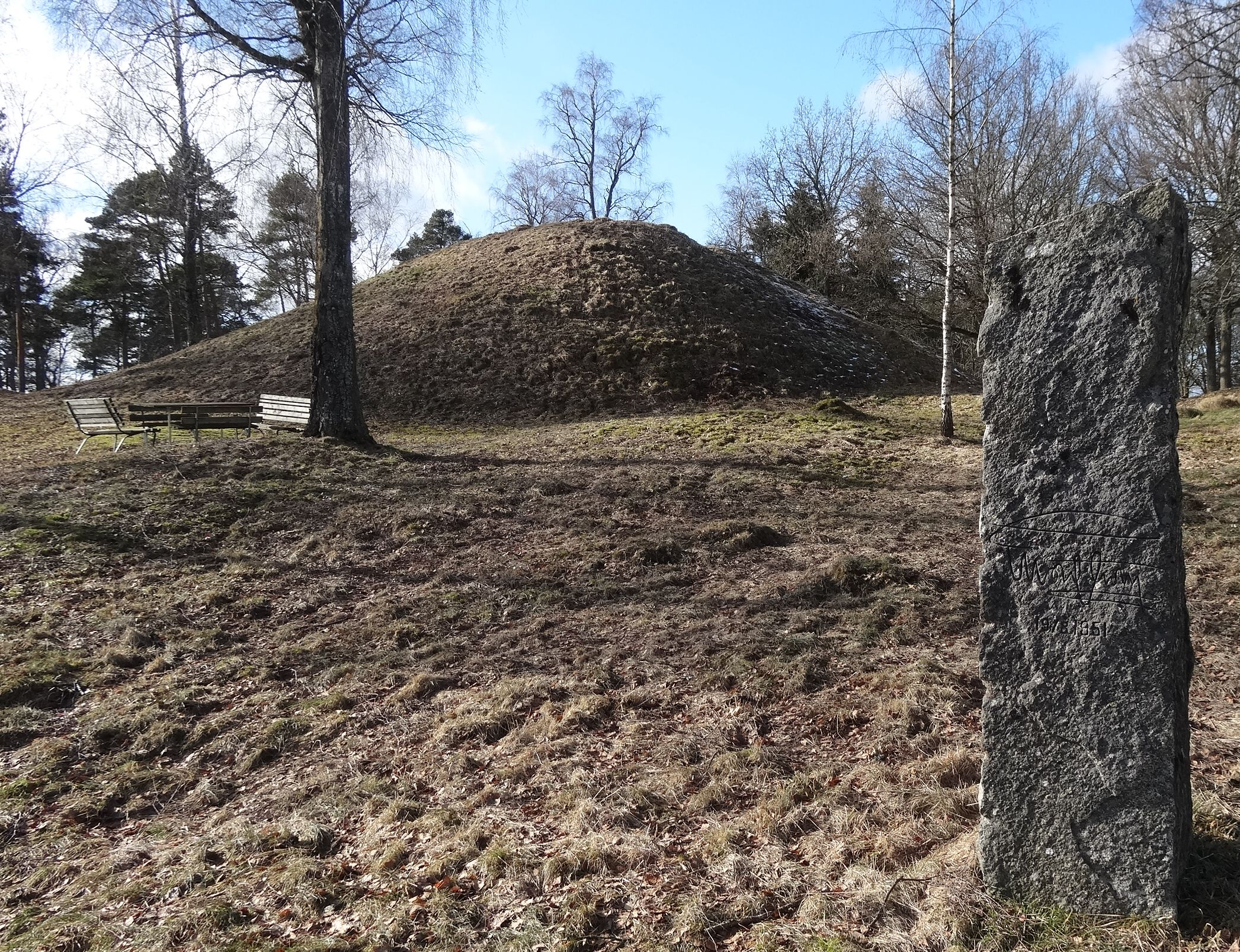
Larva bäsing. Im Vordergrund der Gedenkstein an den Besuch von König Gustav VI. Adolf im Jahr 1951

Larva bäsing oder einfach nur Bäsingen ist ein Großhügel (schwedisch Storhögen) auf einem 70 × 65 m messenden Gräberfeld etwa 150 m südlich von Larvs kyrka in der Gemeinde Vara in Västergötland in Schweden. Ein Bauernhof südlich des Hügels trägt den Namen Bäsingen.
Der Grabhügel hat einen Durchmesser von etwa 30 Metern und ist fünf Meter hoch. Auf dem Hügel mit auffallend steilen Seiten, an denen einzelne Steine sichtbar sind, befindet sich eine Grube mit einem Durchmesser von etwa sechs Metern und einer Tiefe von einem halben Meter. Es gibt sieben kleinere Rundhügel auf dem Gräberfeld, von denen der größte einen Durchmesser von etwa zehn Metern hat. Kleinere Hügel, Hohlwege und Steinsetzungen befinden sich um den Großhügel.
Großhügel mit einem Durchmesser von mehr als 30 Metern heißen in Schweden oft Kungshögen (deutsch „Königshügel“) – beispielsweise seien hier Sättuna Kungshög; Kungshögen Högsäter und Nysäter; und der Höllviken genannt. Sie sind vorzugsweise um den Mälaren anzutreffen. Die Großhügel stammen oft aus der jüngeren Eisenzeit. Einige der größten sind: Anundshög in Västmanland, Grönehög in Bohuslän, Högom in Medelpad, Inglinge hög in Småland, Ledbergs kulle in Östergötland, Skalunda hög in Västergötland, Ströbo hög in Västmanland und die drei Hügel in Alt-Uppsala in Uppland.

## Etymologie
Das altschwedische Wort „bæsinger“ bedeutet wahrscheinlich „erhöhter Ort“ oder „Hügel“ und findet sich in Texten aus dem 13. Jahrhundert, wie dem Västgötalagen.

## Umgebung
In der Nähe stehen der Gunnar Sigtrygssons sten (Vg 127) und der Levenesten (Vg 117).